# Rengersweiler
Rengersweiler (auch: Unterrengersweiler, mundartlich: Rengəschwílər, Rengərschwílər) ist ein Gemeindeteil der bayerisch-schwäbischen Großen Kreisstadt Lindau (Bodensee).

## Geografie
Das Dorf liegt 6,5 Kilometer nördlich der Lindauer Insel. Nördlich und westlich der Ortschaft verläuft die Ländergrenze zu Tettnang in Baden-Württemberg. Südlich von Rengersweiler fließt der Nonnenbach. Nordwestlich liegt der Degersee.

## Ortsname
Der Ortsname stammt vom mittelhochdeutschen Personennamen Renger und bedeutet Weiler des Renger.

## Geschichte
Rengersweiler wurde erstmals urkundlich Mitte des 13. Jahrhunderts als Rengerswiler erwähnt. Der Ort gehörte einst zum äußeren Gericht der Reichsstadt Lindau.

## Baudenkmäler
Siehe: Liste der Baudenkmäler in Rengersweiler